# Абраха аль-Ашрам
Абраха́ аль-Ашрам (араб. أبرهة الأشرم‎) — христианский царь Химьяра (Йемен), эфиоп по происхождению. В середине 530-х годов основал новую династию. Вероятнее всего, именно он один из двух царей, который, по эфиопскому преданию, принял христианство. Его имя, вероятно означает: «[Бог] был благосклонен [к нему]».

## Биография
После успешного завершения химьяро-эфиопских войн в 525 году на химьяритский престол был возведён ставленник Аксума, христианин Сумайфа Ашва. Около 534 или 535 года при поддержке местного населения эфиопские войска свергли его, и власть над Химьяром оказалась в руках Абрахи. По-видимому, он был одним из аксумских военачальников. Согласно Прокопию Кесарийскому, он был рабом византийского торговца из Адулиса. Приняв титул химьяритских царей, Абраха подчеркнул своё стремление сохранить традиции местной государственности. В центре столицы, Саны, им был выстроен великолепный собор эль-Калис.
В конце 546 — начале 547 года наместник племенного союза кинда, жившего на территории Хадрамаута, Язид ибн Кабша поднял мятеж против Абрахи. К июлю 547 года восстание охватило большинство земель Южной Аравии. Прорыв Марибской плотины, поставивший под угрозу существование оазиса Мариб, который был крупнейшим центром земледелия на юге Аравии, заставил Абраху пойти на уступки и примириться с восставшими. В октябре 547 — марте 549 года по его приказу был осуществлён ремонт этого грандиозного гидротехнического сооружения. Во время восстановления плотины к нему прибыли посольства из Аксума, Византии и Ирана, а также от арабских владетелей — Лахмида аль-Мунзира III и Гассанидов аль-Хариса ибн Джабалы и его брата Абу Кариба ибн Джабалы, что свидетельствует о высоком международном престиже Абрахи.
Абраха проводил активную политику во Внутренней Аравии. В 552 году он осуществил победоносный поход против группы бедуинских племён. Отождествлять эту кампанию с упомянутым в Коране (сура 105) «походом слона» на Мекку, и это, нет сомнения достоверная история проверенная другими источниками.
Когда Абраха не смог завоевать Мекку , то он сбежал с остатком войска , сильно заболел и его тело начало разлогаться. Они дошли с ним до местности Хаса’ама и был он похож на общипанного цыпленка. Там он и умер. Ему наследовал его сын Яксум.